# Spismichałowy Potok
Spismichałowy Potok (słow. Michalov potok) – potok płynący Doliną Spismichałową w słowackich Tatrach Wysokich. Źródła potoku znajdują się w górnych partiach tej doliny, nieco na południowy zachód od wierzchołka Horwackiego Wierchu. Potok płynie na północny zachód w kierunku Doliny Białej Wody. W dolnym biegu płynie przez wyżłobiony, skalisty jar. Tuż powyżej miejsca, w którym Rybi Potok łączy się z Białą Wodą, na wysokości ok. 1077 m n.p.m. wpada do niej jako jej prawy dopływ.
Nazwa Spismichałowego Potoku pochodzi od nazwy Doliny Spismichałowej.

## Szlaki turystyczne
– niebieski szlak z Łysej Polany wzdłuż Białki i Białej Wody do Doliny Litworowej, stamtąd do Kotła pod Polskim Grzebieniem i na Rohatkę (szlak przechodzi nieopodal miejsca, gdzie Spismichałowy Potok wpada do Białej Wody).
- Czas przejścia z Łysej Polany do rozdroża pod Polskim Grzebieniem: 4:55 h, ↓ 4:25 h
- Czas przejścia od rozdroża na Rohatkę: 45 min, ↓ 35 min